# Ungtjärnen
Ungtjärnen är en sjö i Norbergs kommun i Västmanland och ingår i Norrströms huvudavrinningsområde. Sjön har en area på 0,102 kvadratkilometer och ligger 157 meter över havet.

## Delavrinningsområde
Ungtjärnen ingår i det delavrinningsområde (666397-150144) som SMHI kallar för Utloppet av Ungen. Medelhöjden är 168 meter över havet och ytan är 11,91 kvadratkilometer. Det finns ett avrinningsområde uppströms, och räknas det in blir den ackumulerade arean 23,26 kvadratkilometer. Snytsboån som avvattnar avrinningsområdet har biflödesordning 4, vilket innebär att vattnet flödar genom totalt 4 vattendrag innan det når havet efter 230 kilometer. Avrinningsområdet består mestadels av skog (71 procent). Avrinningsområdet har 2,33 kvadratkilometer vattenytor vilket ger det en sjöprocent på 19,6 procent.